# Vàng anh họng sẫm
Vàng anh họng sẫm (tên khoa học: Oriolus xanthonotus) là một loài chim trong họ Oriolidae.
Nó được tìm thấy ở Đông Nam Á thông qua Borneo và Philippines. Môi trường sống tự nhiên của nó là rừng nhiệt đới ẩm nhiệt đới hoặc cận nhiệt đới, nơi nó bị đe dọa do mất môi trường sống.

### Phân loài
Bốn phân loài được công nhận:
- O. x. xanthonotus - Horsfield, 1821: Được tìm thấy trên Bán đảo Malay, Sumatra, Java và phía tây nam Borneo
- O. x. consobrinus - Ramsay, RGW, 1880: Được tìm thấy trên Quần đảo Mentawai ngoài khơi bờ biển phía tây của Sumatra, ở Indonesia.
- O. x. persuasus - Bangs, 1922: Ban đầu được mô tả là một loài riêng biệt. Tìm thấy trên đảo Borneo và đảo nhỏ
- O. x. Persuasus  -  Bangs, 1922 </ small>: Được tìm thấy ở phía tây nam Philippines